# 刀客
刀客，是清朝末年民国初年陕西关中，河南西部地区出现的一种秘密社团。刀客多携带临潼关山镇所制的关山刀，因此而名，刀客在民国初年的政治舞台上扮演过角色。较著名的有胡景翼，李虎臣。